# Brüder (Jackie Thomae)
Brüder ist der zweite Roman der deutschen Schriftstellerin Jackie Thomae. Im Erscheinungsjahr 2019 stand er auf der Shortlist des Deutschen Buchpreises. Multiperspektivisch erzählt, geht er der Frage nach, „wie wir zu den Menschen werden, die wir in der Mitte unseres Lebens sind“, und handelt von zwei afrodeutschen Halbbrüdern, die trotz ähnlicher Ausgangsbedingungen völlig unterschiedliche Lebenswege beschreiten – der eine als Partygänger im „wilden“ ersten Jahrzehnt des wiedervereinigten Berlin, der andere als Stararchitekt und konservativer Familienvater mit Wohnsitz im multikulturellen London nach der Jahrtausendwende.

## Inhalt
Michael und Gabriel, beide Jahrgang 1970, geboren in Ostberlin und Leipzig, haben denselben, ihnen unbekannten Vater, den Senegalesen Idris Cissé, der nach erfolgreichem Medizinstudium – begonnen in der DDR, abgeschlossen in West-Berlin – in seine Heimat zurückgekehrt ist. Ohne voneinander zu wissen, wachsen die afrodeutschen Halbbrüder als Einzelkinder alleinerziehender Mütter auf. Ihre bis zur „Lebensmitte“ reichenden Vitae verlaufen nahezu gegensätzlich und werden so auch separat erzählt.
Michael („Mick“) Engelmann ist 15, als seine Mutter, nach bewilligtem Ausreiseantrag, mit ihm in den Westteil Berlins zieht und einen begüterten Immobilienkaufmann heiratet. Das ihm gänzlich unbekannte Fastfood macht aus Mick zwischenzeitlich einen pummeligen Teenager; das Leben in der Komfortzone seines Stiefvaters korrumpiert ihn nachhaltiger. Das zeigt sich, als seine emanzipierte Mutter sich nach einigen Jahren scheiden lässt. Mick – mittlerweile Anfang 20, fast zwei Meter groß, schlank und athletisch geworden durch Training und Disziplin, gutaussehend und charmant von Natur aus – hat seine Lehre als Zimmermann abgebrochen und ist in der Partyszene Berlins angekommen. Meist sieht man ihn zusammen mit dem knapp zehn Jahre älteren, schwulen Afroamerikaner Desmond, einem Modefotografen mit künstlerischen Ambitionen. Mick will auf ebenso großem Fuß leben wie er und bietet sich ihm als Assistent an, doch Desmond wehrt ab. Stattdessen beteiligt er ihn an einem Drogenschmuggel. Der freilich läuft ebenso aus dem Ruder wie das Geschäft, bei dem für Mick Arbeit und Vergnügen perfekt in eins zu fallen scheinen: ein Club, den er mit zwei anderen Freunden 1995 gründet und vier Jahre lang führt, unangemeldet – sodass das Finanzamt von ihnen nachträglich 500.000 D-Mark Steuern einfordert. Die Jahrtausendwende verbringt Mick in der Charité; ein Unfall beim Test einer gigantischen Soundbox hat sein Gehör bleibend geschädigt. Auch seine langjährige Beziehung geht in die Brüche. Delia, Tochter aus großbürgerlich-liberalem Hause, liebt das Liebenswerte an Mick und arrangiert sich mit seinen Schwächen, insbesondere seinen notorischen Seitensprüngen, zumeist One-Night-Stands. Aus der Fassung gerät sie erst, als sie – nicht einmal von ihm selbst – erfährt, dass er sich, vor Jahren schon, einer Vasektomie unterzogen hat. Mick seinerseits setzt sich nach Thailand ab, überwirft sich dort mit einem Freund, baut einen Pavillon mit auf und beginnt zu meditieren.
Gabriel Loth ist sieben Jahre alt, als seine Mutter tödlich verunglückt. Fortan wächst er in der Obhut ihrer Eltern auf; sein Großvater bleibt für ihn zeitlebens eine prägende Autorität. Wie seine Mutter will Gabriel Architekt werden; sein Masterstudium absolviert er in London und kürt die britische Metropole zu seiner Wahlheimat. In der Überzeugung, dass es ihm hier am besten gelingt, zu werden, was er selbst aus sich macht, stürzt er sich in die Arbeit und hat in der Tat Erfolg. Mit seinem Freund Mark macht er sich selbstständig und erhält, nicht zuletzt durch seine „Idee des billigen, würdigen Wohnens“, den Zuschlag für eine Reihe großer internationaler Bauprojekte, vorwiegend in China und der Ex-Sowjetunion. Auch die Gründung einer Familie geht Gabriel planvoll an. Als er meint, mit der Übersetzerin Fleur die Richtige gefunden zu haben, steuert er geradewegs in den Hafen der Ehe. Das macht ihn blind für ihr doppeltes Spiel (sie liebt einen Anderen), doch letztlich entscheidet sein hartnäckiges, ehrliches Werben zu seinen Gunsten – und die Tatsache, dass Fleur schwanger wird. Aus dem Wunschkind Albert wird ein problematischer Teenager; statt seine musischen Talente rückhaltlos zu fördern, versucht Gabriel auch ihn nach seinem Bild zu modeln. Mit Mitte 40 ist der auf ein perfektes Leben fixierte Stararchitekt ausgebrannt; gegen Fleurs Rat bürdet er sich sogar noch eine Universitätsdozentur auf. Medikamente sind wirkungslos, Ruhepausen zu kurz. In einem Moment, da er dennoch glaubt, alles wieder unter Kontrolle zu haben, versagt, „was er sich jahrzehntelang aufgebaut und antrainiert hatte“, gänzlich: Sein blindwütiger Ausraster trifft ausgerechnet eine seiner schwarzen Studentinnen und macht ihn zur Zielscheibe eines veritablen Shitstorms. Auf Marks Anraten nimmt er sich in einem brasilianischen Chalet, das er vor Jahren selbst entworfen hat, eine Auszeit.
Im Jahr 2017 nähern die Lebensbahnen der Halbbrüder einander an. Ihr Vater Idris hat beide über das Internet aufgespürt und nach Paris eingeladen, wo seine ältere Tochter und sein bester Freund wohnen. Mick, inzwischen geläutert und als Yogalehrer und Lifecoach tätig, reist in Begleitung Delias an, die, seit sie „nur“ noch seine Freundin, zur wichtigsten Frau in seinem Leben geworden ist. Gabriel, der erst am Anfang seiner Selbstfindung steht, bleibt in Brasilien, hat aber Idris’ Einladung an seinen Sohn weitergeleitet. Albert sympathisiert mit Mick und animiert ihn zu einer an Gabriel gerichteten, langen mündlichen Nachricht „unter Brüdern“.

## Hauptfiguren
Das Konzept des Romans – zwei fast konträre Charaktere gegenüberzustellen – ist offenkundig. Dass beiden ein ganz ähnliches Startkapital mitgegeben wird – genetisch (derselbe Vater) und soziologisch (als Einzelkinder alleinerziehender Mütter in der DDR) –, macht ihre Verschiedenartigkeit umso interessanter. Micks Lebensgeschichte trägt den Titel Der Mitreisende, die Gabriels Der Fremde. Der Klappentext spricht vom „Hedonisten“ einerseits und „Überperformer“ andererseits; ähnlich äußern sich auch die Rezensenten. Gabriel gilt als strebsam, pünktlich, gewissenhaft und hyperkontrolliert, als Workaholic und „deutscher Ingenieur“, der – „nahezu soziophob“ und „absoluter Smalltalk-Legastheniker“ – nur zielführende Gespräche sucht und nicht nur „überperformt“, sondern auch „überkompensiert“, indem er sich und sein Leben nach einem Bild modelliert, das die Stereotype, die ihm als „Schwarzem“ (vermeintlich) zugeschrieben werden, partout vermeiden will. Mick hingegen erfüllt diese Klischees, seien sie berechtigt oder nicht, voll und ganz. Er ist sportlich, musikalisch, unbeschwert und unbedacht, ein Hallodri, Bruder Leichtfuß, Lebenskünstler und Frauentyp, ein „ewiges Kind“ und „Neunzigerjahre-Taugenichts“, ebenso egoistisch wie freigebig und sozial.
„Ich glaube an meine Arbeit und deren verdiente Resultate“, sagt Gabriel von sich. Seine Frau Fleur, bei anderen Gelegenheiten seine schärfste Kritikerin, ergänzt: „Wenn er über Architektur sprach, strahlte er einen Zauber aus, wie es nur Leute können, die etwas tun, was sie wirklich lieben.“ Demgegenüber ist Micks Weg in ein Arbeitsleben alles andere als zielstrebig. Nach Abbruch der Lehre und Wegfall der stiefväterlichen Zuwendungen in anhaltender „Geldnot“, „sah [er] eine Quereinsteigerkarriere auf sich zukommen, nur die Branche fehlte noch.“ Mit Mitte 20 glaubt er, sie in der Gastronomie gefunden zu haben, erlaubt sie ihm doch, das Nützliche mit dem Angenehmen zu verbinden: Gut die Hälfte der Woche, von Donnerstag bis Montag, taucht er ins nächtliche Partyleben ab. In der verbleibenden Zeit widmet er sich – neben Ausruhen, Fitnesstraining und Körperpflege – zwei Betätigungen, für die er einiges Talent mitbringt, die aber nicht genug Geld abwerfen: Er kauft private Plattensammlungen an und veräußert sie weiter, und er verfasst Musikkritiken. Bezeichnenderweise bringt er sich auch hierbei in die Bredouille, indem er die Rezensionen einer Londoner Zufallsbekanntschaft plagiiert. Als ihn eines Tages ein Brief von ihr erreicht, schwant ihm Unheil, und er legt ihn ungeöffnet beiseite. „Zehn Jahre einen Brief nicht zu öffnen, das ist Mick, kompakt zusammengefasst“, kommentiert seine Lebensgefährtin Delia – er enthielt die Nachricht, dass Mick Vater geworden war.
Literarische Querverweise in den Rezensionen von Brüder schärfen das Charakterbild der Protagonisten zusätzlich. Zadie Smith ist eine dieser Leitfiguren; wie sie, könne auch Thomae „überzeugend über halbstarke Bengel schreiben, die demnächst Ärger an den Hals bekommen“, und das ganz ohne „gouvernantenhaften Zeigefinger“, eher mit „leiser Belustigung“, die den Leser anstecke. Für Gabriel wiederum habe möglicherweise Das deutsche Krokodil des mit Thomae befreundeten Ijoma Mangold Pate gestanden, worin der Autor erzählt, wie er sein Leben lang daran gearbeitet habe, „seinen Phänotyp durch Bildung und Habitus zu überschreiben“. Beide Halbbrüder seien auch Prototypen für eine bestimmte Zeit, respektive das dafür kennzeichnende Lebensgefühl. So stehe Mick für die Ära der „großen, egalitären Party[s]“ im „billigen Berlin“ der 1990er Jahre samt ihrem ironischen Grundton. Gabriel dagegen sei „als ehrgeiziger, international erfolgreicher Mensch eher eine Figur der letzten beiden Jahrzehnte“. Dass sie, bei aller Gegensätzlichkeit, auch mancherlei eint, bleibt ebenfalls nicht unerwähnt. Beiden sei eine „nerdige Fokussiertheit“ gemeinsam; beide haben Bauberufe erlernt und üben sie aus, wie sporadisch auch immer (Mick); beide sind häufig unterwegs (Mick oft seinem spontanen Fluchtimpuls folgend, Gabriel stets planvoll); der eine bleibe Nomade (Flucht in Flow verwandelnd), der andere Monade.
„Ich wollte unbedingt Männer haben“, kommentiert Thomae ihre Wahl der Protagonisten. Männliche Charaktere zu beschreiben habe ihr schon bei ihrem Debütroman, Momente der Klarheit, Vergnügen bereitet, und gerade das Feedback männlicher Leser habe ihr gezeigt, dass ihr das auch gelungen sei. Für gelungen befindet die Literaturkritik aber auch die weiblichen Hauptfiguren in Brüder, aus deren Sicht ja ein beträchtlicher Teil der Handlung erzählt wird – seien es Delia, Fleur oder Monika (Micks Mutter), allesamt „eigensinnige, kluge Frauen“. Eben diese Qualitäten bewahrt sich auch Gabriels und Fleurs Sohn Albert durch all seine Metamorphosen hindurch, die ihn zu einem „Meister der Mimikry und Jongleur der Vielfalt“ werden lassen; ihm, dem alleinigen Vertreter der Kindergeneration der Protagonisten, Einzelkind wie sein Vater und sein Onkel, gehört nicht von ungefähr das Schlusskapitel des Romans, scheint er doch prädestiniert, die unvollendet bleibende Brüderschaft zwischen den beiden vermitteln zu können.

## Fiktionalität
„Brüder [ist] eine fiktionale Geschichte“, stellt Thomae klar, „deren Protagonisten aber meine Brüder sein könnten.“ Das zielt auf den autobiografischen Kern ihres Romans. Auch Thomae ist eine Afrodeutsche, aufgewachsen als Einzelkind einer alleinerziehenden Mutter in der DDR, in Abwesenheit ihres aus Guinea stammenden Vaters, der 2014 „völlig überraschend“ in ihr Leben zurückgekommen sei. Sie habe kurz erwogen, ihren Roman an sein Leben anzulehnen, dies aber verworfen – um der „fiktionalen Freiheit“ willen. Dass sie davon mit Gewinn Gebrauch gemacht hat, bestätigt ihr die Literaturkritik unisono: „vielfältige Episoden“, die ein „Höchstmaß an narrativer Kompetenz“ beweisen; „eine Erzählung von einer solchen Spannweite, dass hinter der […] Gattungsbezeichnung Roman nicht das kleinste Fragezeichen steht“; „beide, [Zadie] Smith wie Thomae, haben sich für das Prinzip des Erzählens entschieden und füllen ihre Bücher mit überbordenden, fiktionalen Biografien“. – „Wer wirklich Geschichten erzählen will“, meint Thomae selbstbewusst, „braucht seine Biografie dafür gar nicht.“

## Struktur
Der Roman ist klar gegliedert. Die erste Hälfte gehört Mick und den 15 Jahren bis zum Millenniumswechsel, die zweite Gabriel und den gut 15 Jahren danach. Eindeutig untergeordnet sind zwei sehr viel kürzere, ergänzende Teile: ein zwischengeschaltetes Intermezzo, in dem ihr Vater Idris anlässlich einer Deutschland-Reise anno 2000 zu Wort kommt, und der abschließende Epilog, der Bezug nimmt auf Idris’ Versuch, die „Familie“ 2017 in Paris zusammenzuführen. Beim Vergleich der beiden fiktionalen Biografien fallen drei formale Unterschiede ins Auge. Micks Lebensgeschichte wird auktorial erzählt, die andere abwechselnd aus der Ich-Perspektive von Gabriel und Fleur; Micks Historie bewegt sich auf die Katastrophe zu, wogegen die von Gabriel mit ihr beginnt; folgerichtig wird die erste Biografie (wie auch die vier Teile insgesamt) im Wesentlichen chronologisch erzählt, während die zweite zahlreiche Rückblenden enthält.

## Erzählweise
Die Leichtigkeit des Stils, die Kunst des „beiläufigen“ Erzählens, gepaart mit Ironie und einem „,Humor, der nie ins Zynische kippt“, lobt nahezu jeder Rezensent. Zudem taucht ein außergewöhnliches Attribut auf, wenn es – offenbar mit Bezug auf den ersten Teil – heißt, Thomaes Technik bestehe in einem von Empathie getragenen „sanften“ Allwissen. Über den veränderten Erzählton im zweiten Teil, bedingt durch den Wechsel in die Ich-Perspektive, gehen die Meinungen etwas auseinander. So heißt es in einer Rezension, er wirke „unmittelbarer“, was eine zweite damit begründet, die Ich-Erzähler würden sich „kraftvoll positionieren“; eine dritte lobt, er werde hier „erwachsen“ und sei dennoch „nicht minder unterhaltsam“, wogegen eine vierte dezent kritisch anmerkt, er erscheine „unverarbeiteter“ und „weniger geschmeidig“. Mit intertextuellen Bezügen geht Thomae sparsam um; sie entstammen sowohl der populären als auch der Hochkultur, und eher den bildenden und darstellenden Künsten als der Literatur.

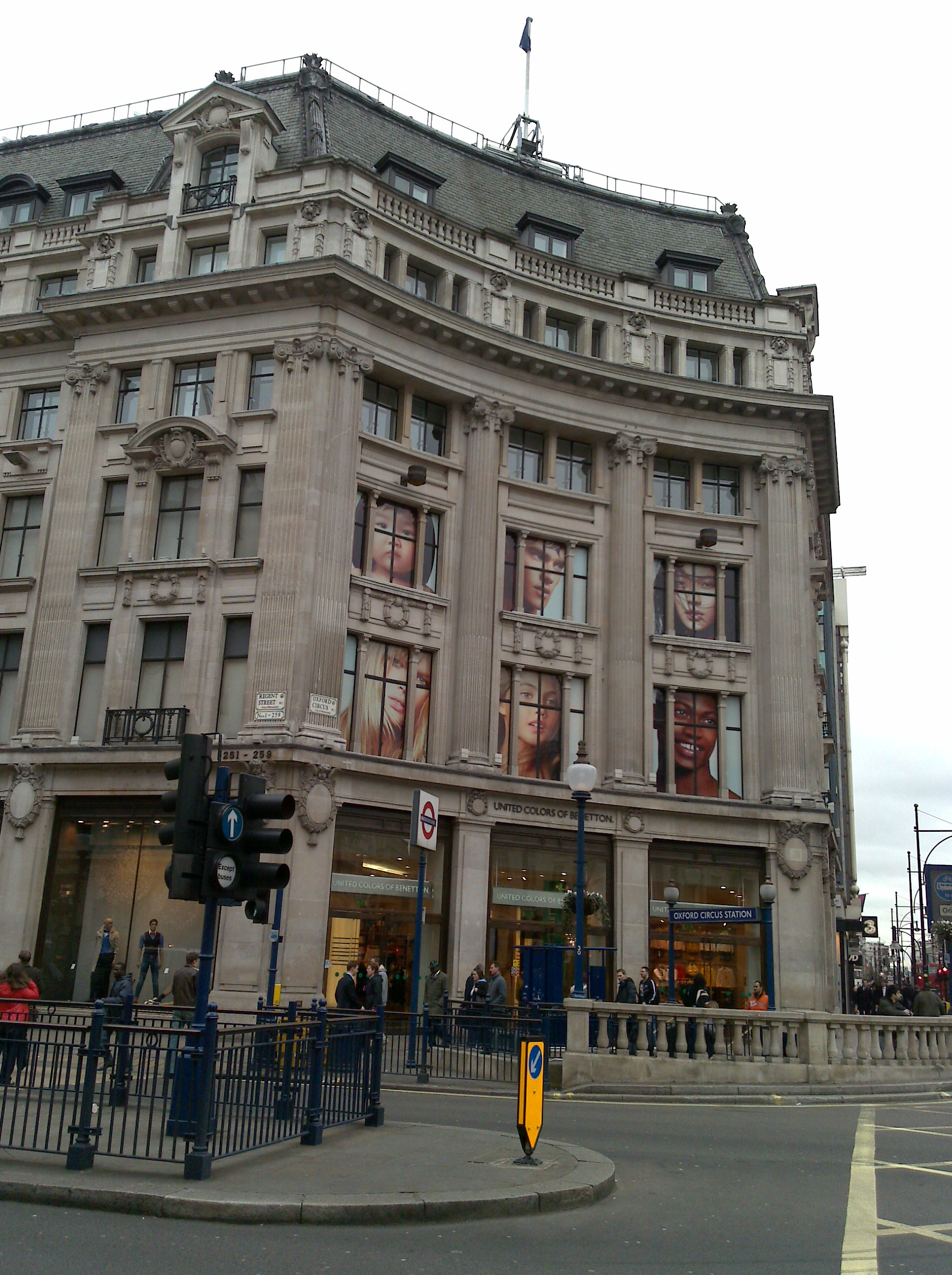
„Ihr seht aus wie ein Benetton-Plakat“, heißt es über die drei Clubinhaber Mick, Fabian und Chris (d. h. einen Afrodeutschen, einen Vietnamesen und einen Iren).
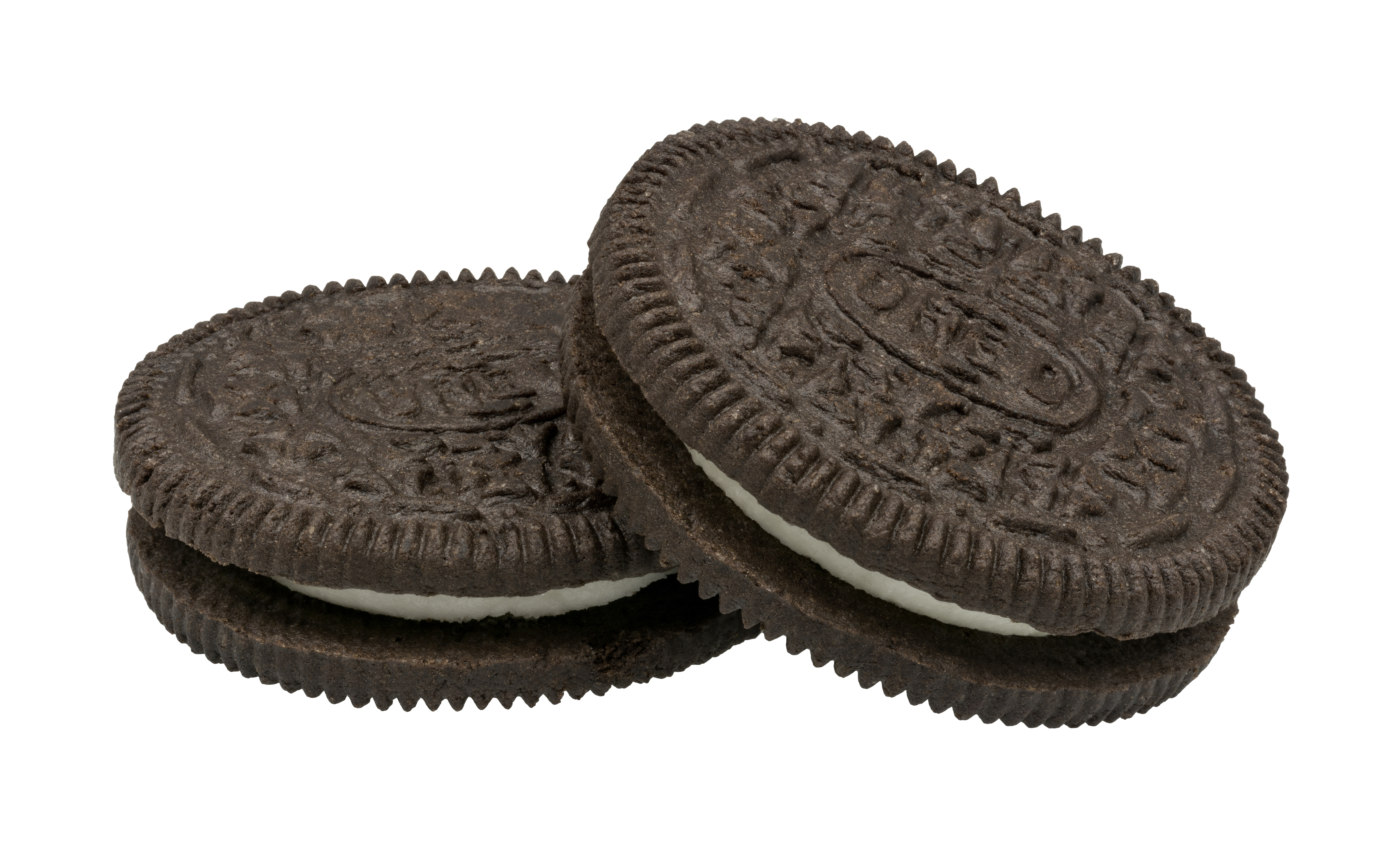
„Oreo“ (ein schwarzer Keks mit weißer Füllung) wird Gabriel von Sybil spöttisch genannt.
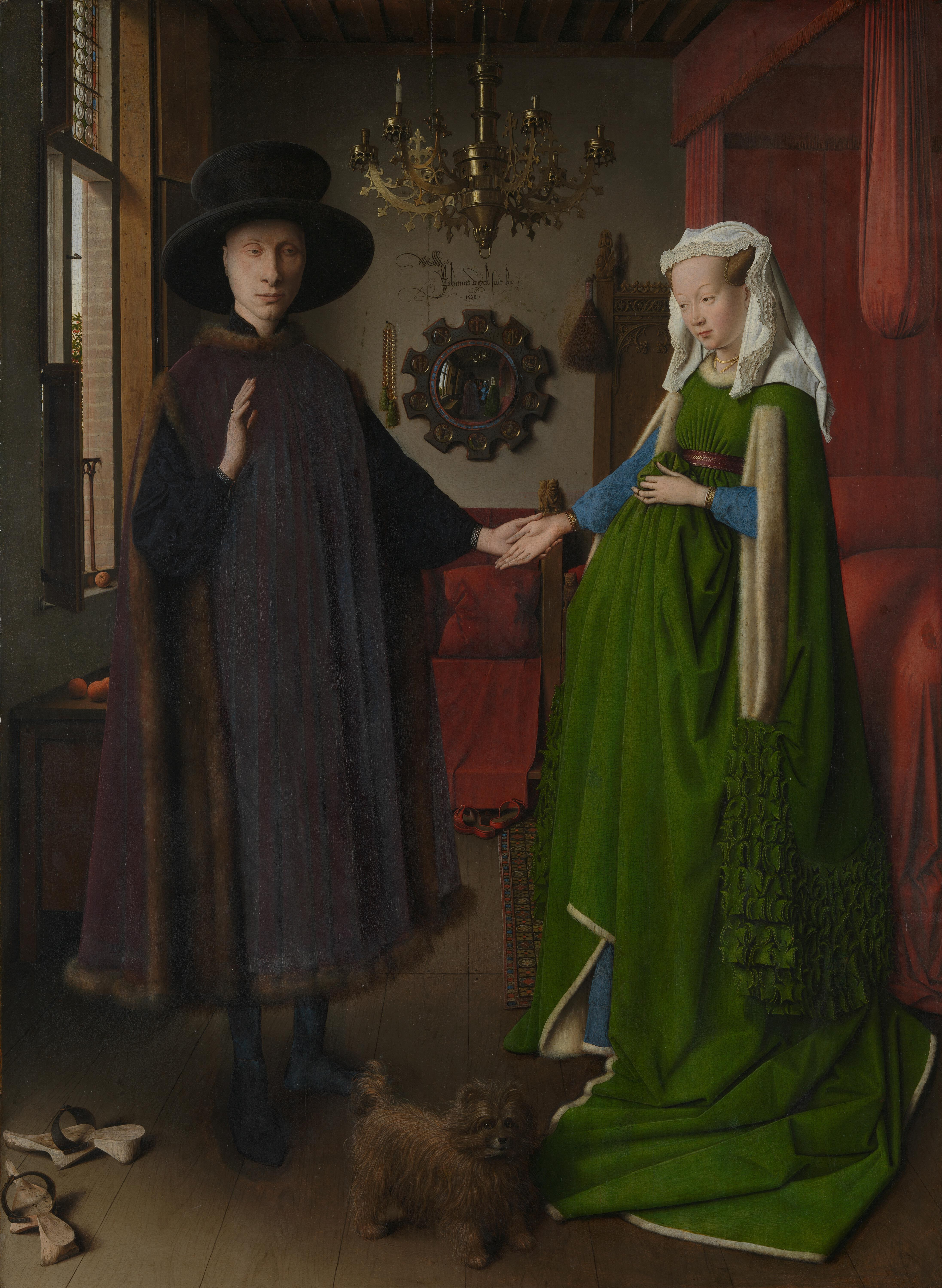
Jan van Eyck, Die Arnolfini-Hochzeit (1434): Beim Betrachten ihres eigenen Hochzeitsbildes erinnert sich Fleur an dieses Gemälde, was sie seit ihrer Kindheit fasziniert.
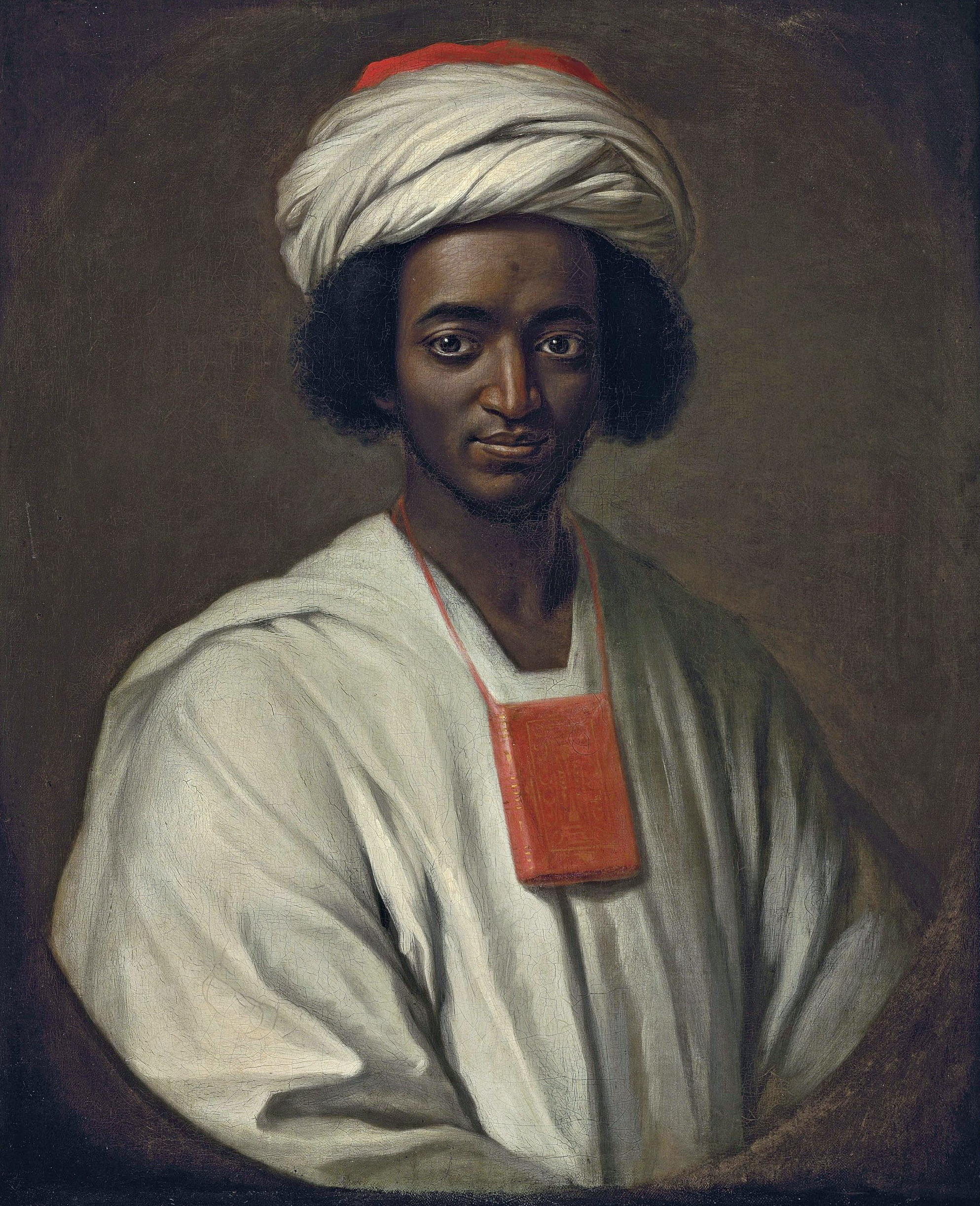
William Hoare, Porträt von Ayuba Suleiman Diallo (1733): Fleur ist von dem Gemälde stark angezogen, möglicherweise auch von der Geschichte um den Porträtierten.

## Themen
Bei einem Roman, dessen Protagonisten zwei Afrodeutsche sind, liegt es nahe zu vermuten, dass es vorrangig um den Themenkomplex Hautfarbe, Rassismus und Diskriminierung geht. Thomae hat mit dieser Erwartungshaltung gerechnet. Dennoch bedauert sie, wenn Diskussionen über ihr Buch und Interviews mit ihr auf diesen Punkt fixiert sind (das Interview, in dem sie ihr Bedauern bekundet, nicht ausgenommen). Wird das ihrem Roman gerecht?
Tatsache ist, dass beide fiktionale Biografien sich auch in diesem Aspekt unterscheiden. Bei der Lektüre der ersten ist es leicht möglich, über weite Strecken zu vergessen, dass es für Mick so etwas wie ein „Hautfarbenproblem“ überhaupt geben könnte; bei der zweiten hingegen ist es buchstäblich vom ersten Satz an da („Und plötzlich war ich weiß“) und holt Gabriel immer wieder ein. Das liegt zunächst einmal an ihren grundverschiedenen Temperamenten: Der, der sich unbedingt davon freimachen will (Gabriel), sieht sich dauernd damit konfrontiert, während der, der sich darum gar nicht kümmert, davon weitgehend unberührt bleibt. Aber auch der historische Kontext spielt eine Rolle. Für Mick ist das besonders deutlich. Er ist ein „Kind“ jener Kunst- und Partyszene (West)Berlins, in der sich Thomae selbst, etwa gleichaltrig, in den 1990er Jahren bewegte und in der die Hautfarbe keine Rolle gespielt habe. Ihr gesamter Freundeskreis habe damals aus „liebenswerten Gestalten“ bestanden – Leuten, die, wie sie, aus der „Provinz“ kamen und die als „schwarze Schafe“ bezeichnet wurden oder sich selbst so sahen (ihnen gilt ihre Widmung), und die in (West)Berlin „in Ruhe“ sein konnten, „wer sie sein wollten“. Von daher leuchtet es ein, dass Thomae sich bewusst entschied, „einen Rassismus zu zeigen, der subtil ist, der häufig eher als Thema in ihr Leben tritt, nicht als direkter Angriff“. Die Rezensionen, die sich mit diesem Aspekt befassen, bestätigen, dass ihr das überzeugend gelungen ist.
Der einzige rassistisch motivierte „direkte Angriff“, der den beiden Halbbrüdern widerfährt, gilt ausgerechnet Mick – realistischerweise in Ostberlin, als er, bedingt durch Delias Hauskauf, nach der Wende wieder dort ansässig wird. Dass „subtilem“ Rassismus oft noch schwerer zu begegnen ist, zeigt der mediale Angriff, der auf Gabriels „Ausraster“ folgt. Eine der perfiden Methoden, die hier in Anschlag gebracht werden, ist die des kalkulierten Verschweigens: Indem unerwähnt bleibt, dass Gabriel, wie sein „Opfer“, „schwarz“ ist, wird er zum „Weißen“ gemacht, weil ihn das noch stärker belastet. Gabriel ist klug genug, Gegenreaktionen vorauszusehen, und verzichtet auf jedwede Richtigstellung oder Rechtfertigung. Für „subtil“ hält er auch die gönnerhafte Haltung, Schwarzen zuzugestehen, sie hätten „musikmäßig richtig was drauf“, nennt sie „Feelgood-Rassismus“ und bevorzugt daher Klassik. Es sei „komplizierter geworden, für alle“, räumt Thomae ein, die bekennt, sie habe lange Zeit das Gefühl gehabt, „die Welt werde offener“. Umso wichtiger sei es, dennoch zu differenzieren. Nicht jede abweisende Reaktion sei Rassismus, manches auch „nur“ Antipathie oder schlechte Laune.
Im Vergleich zu ihrem Debütroman Momente der Klarheit, einem „Trennungsreigen“ mit einfühlsamen Psychogrammen, bestehe der Zugewinn in Brüder vor allem darin, dass er „mehr Welt“ enthalte. Das geht einher mit einer größeren Vielfalt an Themen. Dazu gehören Identität und Gender; Egalitäts-Utopie und deren Verlust; Elternschaft, Kindererziehung und Adoption; die DDR und das Nachwende-Deutschland. „Ich wollte viel mehr Themen in dieses Buch bringen“, sagt Thomae, „die Hautfarbe ist nur eins davon.“

## Motive
Der Titel des Romans ist zugleich sein Hauptmotiv. Auffällig ist zunächst einmal, dass alle drei männlichen Hauptfiguren – Mick, Gabriel, Albert – als Einzelkinder aufwachsen. Vermissen sie Geschwister, speziell einen Bruder? Mick augenscheinlich ja. Mehrmals knüpft er enge Bande mit Männern, die zudem gefestigter scheinen als er. Desmond, seinen Partygänger-Freund, nennt er seinen „Wahlbruder“, und als dieser in London einsitzt und Chris, sein Geschäftspartner, an seine Stelle tritt, hält Mick sich für einen „Brudertyp“. Sein Bedürfnis nach Männerfreundschaften hat, wie sein Verhältnis mit Delia, auch parasitäre Züge (von Desmond lässt er sich bekochen, Chris betrügt er mit dessen Frau), wovon er sich Thailand zu befreien scheint, als er in einer Reggae-Band für seine „neuen Brüder“ Lieder schreibt.
„Alle Schwarzen sind Brüder“, sagt Mick einmal flapsig zu Desmond. Auch Gabriel sieht sich mit dieser These konfrontiert, in seinem Fall mehrfach und massiv. Anders als Desmond, der Micks unreflektierte Äußerung mit einer Handbewegung abtut, setzt er sich heftig zur Wehr. Seine erste Freundin Sibyl, wie er auch mit einem schwarzen Elternteil und alles andere als sozial deklassiert, definiert sich obsessiv über ihre Hautfarbe und das „Wir“ einer diskriminierten Minderheit. Gabriel argumentiert, genau das sei „Grundlage für jede Art von Rassismus“, und: „Ein anderer Mensch ist aufgrund einer physischen Gemeinsamkeit, in diesem Fall seiner Pigmentierung, nicht mein Bruder. Oder aber: Alle Menschen sind meine Brüder.“ Sibyl lacht darüber, doch Gabriel meint es ernst. – Fehlt ihm ein leiblicher Bruder? Das würde er wohl verneinen. Was nicht heißt, dass er nichts gewinnen würde, fände sich jemand, der diese Lücke füllte; in diese Richtung jedenfalls weist das Romanende mit Alberts Anstoß, eine zukünftige Verbindung zwischen seinem Onkel und seinem Vater zu stiften.

## Einordnung
Als „große deutsche Neuigkeit“ würdigt eine Kritik den Roman, in bewusst weitergefasster Übertragung einer Genrebezeichnung aus Übersee: Indem Brüder von Herkunft und nicht-weißer Identität erzähle, ohne seine Formen und Fragen von diesem Thema abhängig zu machen, stehe es auf einer Stufe mit Romanen, für die in den USA der Begriff „Great American Novel“ gebraucht werde – Werke, die Existenzielles, Kulturelles und Zeitgeschichtliches in sich vereinigten. Ähnlich die Wertschätzung durch eine der mittlerweile zahlreichen TV-Kritikerrunden im deutschsprachigen Raum: Thomae beweise psychologische und soziologische Intelligenz, vereine Sprachwitz mit einer „lässigen“ Erzählweise, zeichne ein großes Gesellschaftsbild von Deutschland und Großbritannien und zeige, „wie wir heute leben“. Der Begriff Gesellschaftsroman fällt nicht explizit, entspricht aber dem, was die Autorin, nach eigenem Bekunden, angestrebt hat.
Schriftsteller und Werke mit Referenzcharakter, auf die unter anderem verwiesen wird, sind Zadie Smith (für ihren „sehr genauen Blick auf Lebensläufe und Zeitgeistumstände“), Chimamanda Ngozi Adichie (dafür, wie „leicht und doch tiefgründig“ sie das Thema Rassismus behandle), Jeffrey Eugenides mit Middlesex und Dany Lafferières Die Kunst, einen Schwarzen zu lieben, ohne zu ermüden, was sogar im Roman zitiert wird. Mehrfach genannt werden auch die Attribute angelsächsisch und unterhaltsam: Brüder sei „auf eine angelsächsisch anmutende Art intelligent, humorvoll und unterhaltsam“ geschrieben, „im schlanken Stil amerikanischer Autoren“, „ein Unterhaltungsroman auf höchstem Niveau“. – „Und ja“, stimmt Thomae dem zu, „warum soll man sich nicht […] unterhalten lassen?“

## Auszeichnungen
- 2019: Nominierung für die Shortlist des Deutschen Buchpreises
- 2020: Auszeichnung mit dem Düsseldorfer Literaturpreis

## Ausgaben
- Jackie Thomae: Brüder. Hanser Berlin, 2019. ISBN 978-3-446-26415-1